# كبسكة

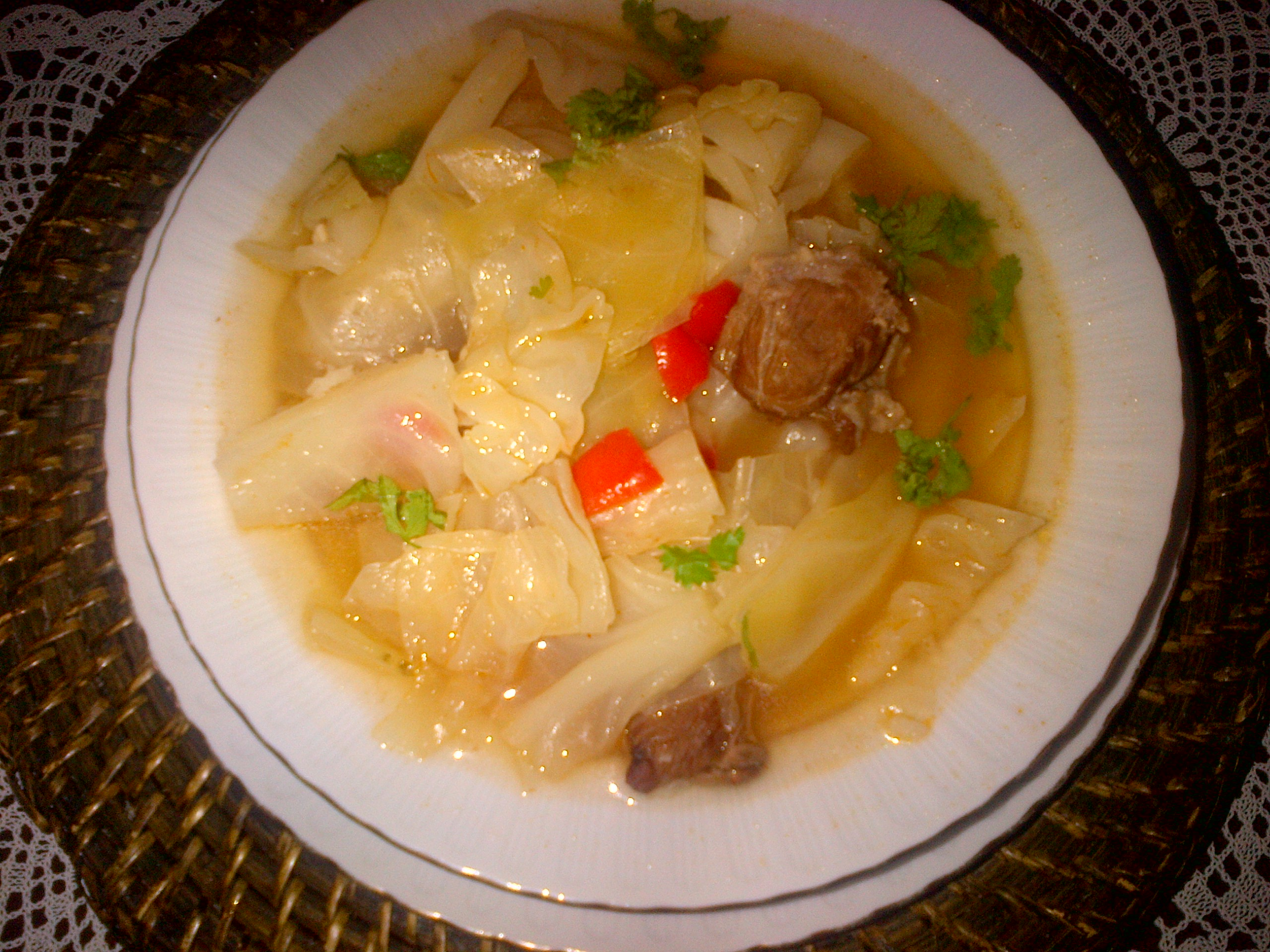
كبُسكة بلحم العجل

الكَبُسكة هي يختة تركية وبلقانية تقليدية شهية واسمها مشتق من اللغة السلافية وتعني الملفوف. ومع أن دخيل إلا أن الطبق هو وصفة تركية من يخنة الملفوف الشائعة في روسيا وأوكرانيا وبولندا ودول أُخَر في أورُبّة الشرقية. تشتهر الكَبُسكة على نطاق واسع وتؤكل في مناطق تراقية والبحر الأسود في تركيا.
تُطهى الكَبُسكة بطرق مختلفة في تركيا: مع حبوب الحمص أو البرغل أو الأرز أو اللحم المفروم أو لحم الضأن أو اللحم البقري أو تطبخ بغير لحم.
من المعروف أنه طبق للفقراء. يكتب الشاعر التركي فتحي ناجي في مذكراته أنه خلال الحرب العالمية الثانية كان الطبق الذي تناولوه أكثر من غيرهم هو الكَبُسكة.